# Luísa Kiala
Luísa Kiala (Luanda, 25 de janeiro de 1982) é uma handebolista profissional angolana.

## Carreira
Ela representou seu país, Angola, em 2004, 2008, 2012 e 2016.
Kiala representou a Seleção Angolana de Handebol Feminino nos Jogos Olímpicos de Verão de 2016, que chegou as quartas-de-finais.